# Кекуле (лунный кратер)
Кратер Кекуле (лат. Kekulé) — большой ударный кратер в северном полушарии обратной стороны Луны. Название присвоено в честь немецкого химика-органика Фридриха Кекуле (1829—1896) и утверждено Международным астрономическим союзом в 1970 г. 

## Описание кратера
Ближайшими соседями кратера являются кратеры Гарвей и Мах на западе; кратер Фостер на севере-северо-востоке; кратер Пойнтинг на востоке; кратер Григг на востоке-юго-востоке; кратер Го Шоу-Дзин на юге-юго-востоке и кратер Артемьев на юго-западе. Селенографические координаты центра кратера 16°19′ с. ш. 138°28′ з. д. / 16,31° с. ш. 138,47° з. д., диаметр 94,2 км, глубина 2,8 км.
Кратер Кекуле располагается в пределах массива пород выброшенных при образовании гигантского кратера Герцшпрунг находящегося на юго-востоке. Вал сохранил четкие очертания в западной части, наиболее разрушен и перекрыт множеством кратеров различного размера в восточной части. Внутренний склон вала несколько шире в восточной части.Высота вала над окружающей местностью достигает 1450 м , объем кратера составляет приблизительно 8 600 км3.  Дно чаши ровное в западной и пересеченное в восточной части. В юго-западной части у подножия внутреннего склона находится цепочка кратеров. 

## Сателлитные кратеры

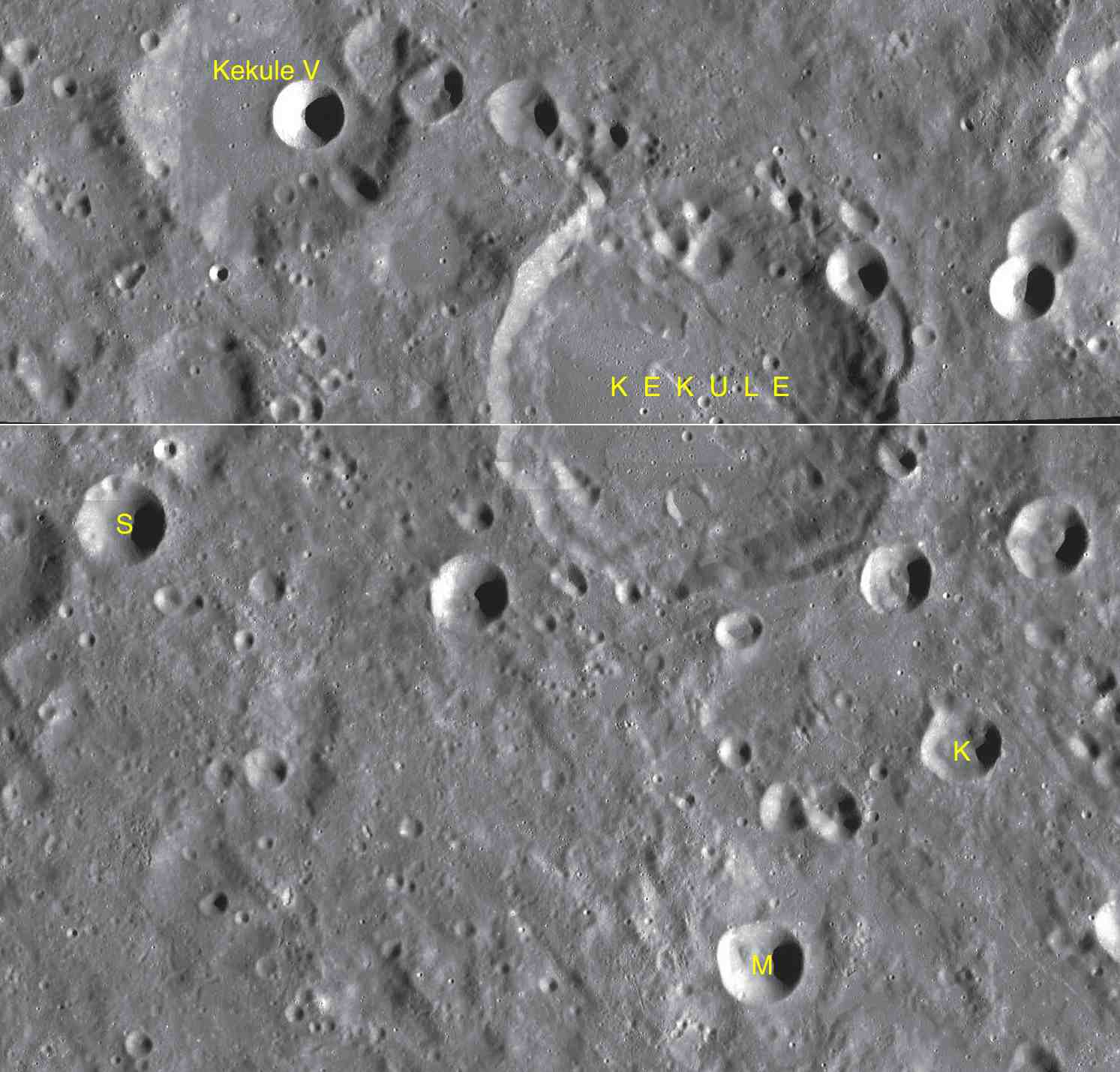
Комбинация фрагментов карт LAC-52, LAC-70.

| Кекуле | Координаты                                              | Диаметр, км |
| ------ | ------------------------------------------------------- | ----------- |
| K      | 13°40′ с. ш. 136°30′ з. д. / 13,66° с. ш. 136,5° з. д.  | 17,6        |
| M      | 12°03′ с. ш. 138°02′ з. д. / 12,05° с. ш. 138,03° з. д. | 19,9        |
| S      | 15°17′ с. ш. 142°53′ з. д. / 15,28° с. ш. 142,88° з. д. | 19,9        |
| V      | 18°20′ с. ш. 141°44′ з. д. / 18,33° с. ш. 141,73° з. д. | 65          |

## См.также
- Список кратеров на Луне
- Лунный кратер
- Морфологический каталог кратеров Луны
- Планетная номенклатура
- Селенография
- Минералогия Луны
- Геология Луны
- Поздняя тяжёлая бомбардировка